# Enrico Hillyer Giglioli

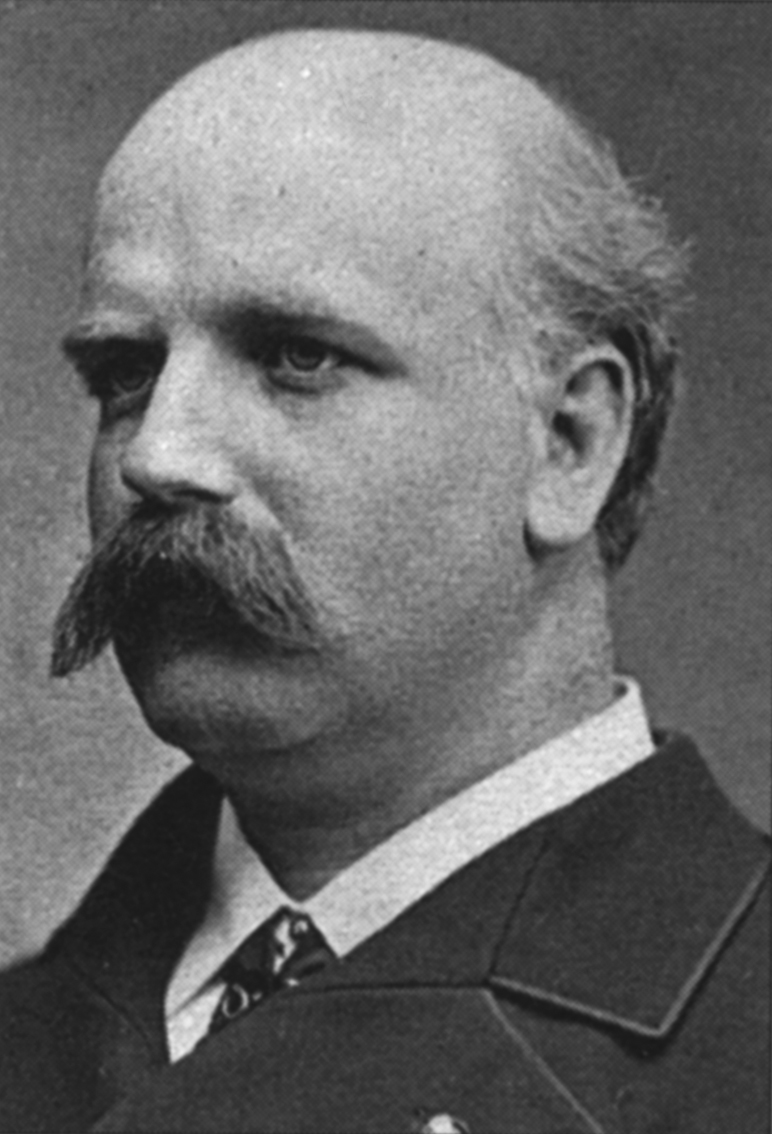
Enrico Hillyer Giglioli

Enrico Hillyer Giglioli (13 de junho, 1845 – 16 de dezembro, 1909) foi um entomologista da Itália.

## Trabalhos
- I Tasmaniani.Cenni storici ed etnologici di un popolo estinto Illustrated with 15 Original Albumen Photographs(the last of the aborigines) Milano, F. Treves
- Elenco dei Mammiferi, degli Uccelli e dei Rettili ittiofagi appartenenti alla Fauna italiana, e Catalogo degli Anfibie dei Pesci italiani in Catalogo Sezione italiana, Esposizione intern. di Pesca, Berlino, 1880, (11): pp. 63–117 (also sep., Firenze, 1880: pp. 18–55). 1880
- Primo resoconto dei risultati della inchiesta ornitologica in Italia Comp. dal dottore Enrico Hillyer Giglioli Firenze. Coi tipi dei successori Le Monnier 1889-1891.  and (secondo)
- with Odoardo Beccari (1843-1920) and Francis Henry Hill Guillemard (1852-1933), Wanderings in the great forests of Borneo; travels and researches of a naturalist in Sarawak London, A. Constable & Co.,Ltd.
- Giglioli, E. H. 1882. New and very rare fish from the Mediterranean. Nature 25: 535.
- Giglioli, E. H. 1882. New Deep-sea Fish from the Mediterranean. Nature, Lond., 27 :198-199.
- Intorno a due nuovi pesci dal golfo di Napoli. Zool. Anz. v. 6 (no. 144). 397-400.
- With A. Issel Esplorazione talassografica del Mediterraneo esguita sotto gli auspici del Governo italiano :199-291, 5 fig. n.n., I map.1884.
- Note intorno agli animali vertebrati raccolti dal Conte Augusto Boutourline e dal D. Leopoldo Traversi ad Assab e nello Scioa negli anni 188487. Annali Mus. civ. Stor. nat. Genova, (2) 6: 5-73.1888.
- 1889 On a supposed new genus and species of pelagic gadoid fishes from the Mediterranean. Proc. Zool. Soc. Lond. (Pt. 3):328-332.
- Apunti intorno ad una Collezione Etnografica fatta durante il terzo viaggio di Cook e

conservata sin dalla fine del secolo scorso nel R. Museo di Fisica e Storia Naturale di Firenze. Firenze 1893-95